# Santa Rita, Villa Guerrero
Santa Rita är en ort i Mexiko.   Den ligger i kommunen Villa Guerrero och delstaten Jalisco, i den centrala delen av landet, 500 km nordväst om huvudstaden Mexico City. Santa Rita ligger 1 770 meter över havet och antalet invånare är 149.
Terrängen runt Santa Rita är huvudsakligen kuperad, men den allra närmaste omgivningen är platt. Runt Santa Rita är det mycket glesbefolkat, med 7 invånare per kvadratkilometer. Närmaste större samhälle är Villa Guerrero, 1,8 km sydost om Santa Rita. I omgivningarna runt Santa Rita växer huvudsakligen savannskog.